# Северяне (фильм)
«Северя́не» (нидерл. De Noorderlingen) — полнометражный фильм нидерландского режиссёра Алекса Ван Вармердама 1992 года.

## Сюжет
Действие фильма происходит в 1960-х годах в провинциальном нидерландском городке, состоящем из одной-единственной улицы. Сам Алекс ван Вармердам играет почтальона, тайно читающего письма его жителей.

## В ролях
- Джек Воутерсе — Якоб
- Аннет Мальэрб — Марта
- Леонард Люсиеер — Томас
- Рудольф Люсиеер — Антон
- Алекс ван Вармердам — Симон
- Тео ван Гог — толстый Вилли
- Лоес Лука — мать толстого Вилли